# Niels Heithuis
Niels Heithuis (Zaandam, 4 juni 1972) is een Nederlands journalist en radiopresentator. Hij presenteert het programma Pointer Radio met onderzoeksjournalistiek op NPO Radio 1. In 2008 kreeg hij de Marconi Award voor beste programma.

## Achtergrond
Niels Heithuis groeide op in Drenthe. Tijdens zijn middelbareschooltijd werkte hij mee aan het jongerenprogramma Wopper van Radio Noord.
Later studeerde Heithuis een jaar politicologie aan de Universiteit van Amsterdam. In 1997 studeerde hij af aan de School voor Journalistiek in Utrecht.

## Radio
In 1992 begon Heithuis als nieuwslezer bij Sky Radio. Later werkte hij voor Classic FM en het ANP. In 2000 kwam hij bij de VARA als onderzoeksjournalist voor het Radio 1-programma De Ochtenden. Daar onthulde hij onder meer dat de opslag van munitie in Den Helder niet deugde en, samen met een collega, dat de RMS het gewapend verzet op de Molukken steunde.
In 2003 werkte hij voor RTV West. Later dat jaar maakte hij zijn entree bij BNR Nieuwsradio. Eerst presenteerde hij het politieke praatprogramma De Lobby en was hij verslaggever. Van 2007 tot september 2012 presenteerde Heithuis het nieuwsprogramma On the Move tijdens de avondspits.
In 2013 verving hij Bert Kranenbarg in het NCRV-programma Knooppunt Kranenbarg op Radio 2. Van 2014 tot september 2021 presenteerde Niels De Ochtend van 4 in het weekend op NPO Radio 4 en nu presenteert hij Reporter Radio (sinds 2021 Pointer Radio) op NPO Radio 1.

## Televisie
In het tv-seizoen 2011 - 2012 verscheen Heithuis als co-presentator in het AT5 Nieuws en was hij verslaggever voor het live-programma 020 Live.

## Overig werk
Heithuis is ook debatleider. Hij modereerde onder meer een van de bijeenkomsten rondom de lijsttrekkersverkiezing bij de PvdA in 2012.

## Prijzen
Niels Heithuis won in 2008 de Marconi Award voor beste programma (On the Move), nadat hij in 2004 werd genomineerd voor de Marconi aanstormend talent.